# Großsteingrab Baumgarten
Das Großsteingrab Baumgarten war eine mögliche megalithische Grabanlage der jungsteinzeitlichen Tiefstichkeramikkultur bei Baumgarten, einem Ortsteil der Gemeinde Eichstedt im Landkreis Stendal, Sachsen-Anhalt. Es wurde wohl spätestens im 19. Jahrhundert zerstört. Eine Beschreibung der Anlage liegt nicht vor, ihre mögliche Existenz ist nur durch die Bezeichnung „Steinberg-Stücke“ auf einem historischen Messtischblatt belegt.